# Прощавай
«Прощавай» — совєцький чорно-білий художній фільм про совєцько-німецьку війну, знятий в 1966 році поетом Григорієм Поженяном за власним сценарієм.

## Сюжет
Весна 1944 року. Совєцько-німецька війна. В окупованому Севастополі ще йдуть запеклі бої. А в звільненій від німців Ялті війни немає, вона вже десь далеко… Але дивізіон торпедних катерів, який базується в ялтинському порту, продовжує свою небезпечну роботу. Військові моряки день за днем йдуть в бойові рейси на Севастополь, йдучи по слідах «Лоли», яка встигла покинути порт, попередньо захопивши секретну документацію.

## У ролях
- Віктор Авдюшко —  Матвій Подимахін
- Валентин Кулик —  Валентин Баталін
- Бімболат Ватаєв —  Отарі Кікнадзе
- Олександр Стефанович —  Олександр Юровський
- Валерій Шапкін —  Чудаков
- Олег Стриженов —  Олег Старигін, лейтенант
- Ангеліна Вовк —  Галя
- Жанна Прохоренко —  Люба
- Галина Костирєва —  Катя
- Іван Переверзєв —  Державенко
- Володимир Заманський —  новий командир дивізії
- Володимир Акімов —  Строєв
- В'ячеслав Жариков —  Аврутін
- Рита Гладунко —  Ніна
- Еммануїл Геллер — грек
- В епізодах: Л. Карауш, Вікторія Радунська, Т. Іванцова, А. Пугін, М. Жарова, А. Подольський, Ігор Капітонов, Альоша Гудін

## Знімальна група
- Сценарист та режисер-постановник: Григорій Поженян
- Оператор-постановник: Леонід Бурлака
- Головний художник: Борис Біргер
- Художники-постановники: Рубен Мурадян, П. Холщевников
- Композитор та виконавець пісень: Мікаел Тарівердієв
- Редактор: Ігор Невєров
- Звукооператор: Ігор Скіндер
- Режисери: Костянтин Жук, Л. Кочарян
- Асистенти режисера: Іван Горобець, Н. Манн
- Режисер монтажу: Тетяна Римарева
- Художник по костюмах: Людмила Толстих
- Художник по гриму: Л. Брашеван
- Директор картини: В. Дмитрієв